# Cixius yufengi
Cixius yufengi är en insektsart som beskrevs av Tsaur 1993. Cixius yufengi ingår i släktet Cixius och familjen kilstritar. Inga underarter finns listade i Catalogue of Life.